# Notö fyr
Notö fyr är en sektorfyr på den norra delen av Nottö i Brändö kommun på Åland.
Fyren, som byggdes år 1953, är av betong. Den är orange med en vit lanternin på toppen, och drivs av solpaneler.
Den kan endast nås med båt och är inte öppen för besökare.